# Ronnie James Dio
Ronnie James Dio (nacido como Ronald James Padavona; Portsmouth, 10 de julio de 1942-Houston, 16 de mayo de 2010) fue un músico estadounidense de heavy metal, conocido por su trabajo en bandas como Elf, Rainbow, Black Sabbath, Dio y Heaven & Hell.
Por su inconfundible técnica, timbre y registro muchos lo han considerado una de las voces más emblemáticas e influyentes de la historia del heavy metal y el hard rock, siendo citado a menudo como "la voz del heavy metal" y nombrado por el New York Times como el más grande vocalista de heavy metal de todos los tiempos.
Dentro de los clásicos fundamentales de su discografía figuran Ritchie Blackmore's Rainbow (1975), Rising (1976) y Long Live Rock & Roll (1978), pertenecientes a su etapa en Rainbow; con Black Sabbath están presentes Heaven and Hell (1980), Mob Rules (1981), y Dehumanizer (1992); además de Holy Diver (1983) y The Last in Line (1984) con su propia banda, Dio; y por último The Devil You Know (2009) con sus viejos compañeros de Black Sabbath en Heaven & Hell, siendo este su último disco grabado antes de morir un año después.
Desde finales de los años 1970 fue quien popularizó el uso de la mano cornuta como el símbolo del heavy metal.

## Historia
Ronnie James Dio nació en Portsmouth, Nuevo Hampshire, Estados Unidos, el 10 de julio de 1942, con el nombre de Ronald James Padavona. Dio sus primeros pasos en el rock and roll hacia 1956-57, cantó, tocó el bajo y la trompeta, en bandas como Red Caps y Ronnie and the Prophets. Durante la década de los sesenta, evolucionó del rock and roll cincuentero a un sonido con más influencias de Los Beatles como Blue Jagger (banda que realizó con sus amigos de juventud), pero siempre con un toque Rythm & Blues. Hacia finales de los sesenta, su banda se convirtió en The Elves, nombre que pronto mutaría a Elf; una interesante ironía puesto que Ronnie era el más alto del grupo y eso que medía 1,63 metros.

### Rainbow

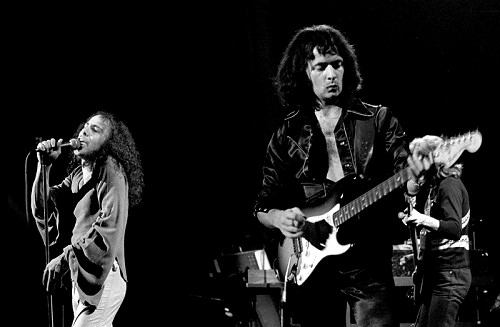
Ronnie Dio y Ritchie Blackmore con Rainbow.

En 1971, dos miembros del legendario grupo inglés Deep Purple -el baterista Ian Paice y el bajista Roger Glover- vieron una actuación de Elf y quedaron tan impresionados que les ofrecieron producirlos. Así, en 1972 la banda sacó su primer disco, Elf, y luego acompañó a Deep Purple en una gira por Europa y Norteamérica. Más tarde, durante una gira que realizaron como teloneros de Deep Purple, el guitarrista de estos últimos, Ritchie Blackmore, vio un gran potencial en este grupo, y decidió grabar un disco al margen de Deep Purple con los miembros de Elf, llamado Ritchie Blackmore's Rainbow. Al principio este grupo no iba a realizar giras ni conciertos, pero en ese 1975, Ritchie se separó de Deep Purple y decidió dedicarse a Rainbow, entonces reclutó a RJ Dio. Aparte del disco Ritchie Blackmore's Rainbow (1975), Dio grabó con Rainbow los álbumes Rising (1976), On Stage (1977) y Long Live Rock 'n' Roll (1978), discos que dejaron himnos como Man on the Silver Mountain, Long Live Rock and Roll, Stargazer, Starstruck, Sixteenth Century Greensleeves, Kill The King, entre otros. Después de la grabación de Long Live Rock 'n' Roll, RJ Dio dejó el grupo, que sería más comercial con la llegada de Graham Bonnet y dejaría de lado la imaginería medieval que abundaba en los discos junto a Blackmore.

### Etapa en Black Sabbath
Tras dejar Rainbow RJ Dio entró como vocalista en una de las más grandes bandas de los '70 y que había definido a principios de esa década los cimientos de lo que más tarde se denominaría heavy metal. Esa banda era Black Sabbath. Reemplazó a Ozzy Osbourne, quien entró en tratamientos de desintoxicación por su adicción al alcohol y las drogas. En este momento Osbourne dijo a Dio que se asegurase de llevar chaleco antibalas si se atrevía a cantar «Paranoid» y «Iron Man» en directo, ya que sería el mismo Ozzy quien lo mataría.
Al grupo se le presentaba la difícil tarea de intentar seguir en la brecha habiendo perdido a su cantante original, no obstante, Ronnie infundió sangre nueva en la banda para que dejase el heavy metal setentero y se acercase al heavy metal que estaba de moda en los años 80. Con Ronnie, Black Sabbath grabó Heaven and Hell (1980), Mob Rules (1981), el directo Live Evil (1982) y Dehumanizer (1992), dejando grandes temas como Children of the Sea, Die Young, Heaven and Hell, The Sign of The Southern Cross, The Mob Rules y otros.

### Carrera como solista y en el grupo Dio

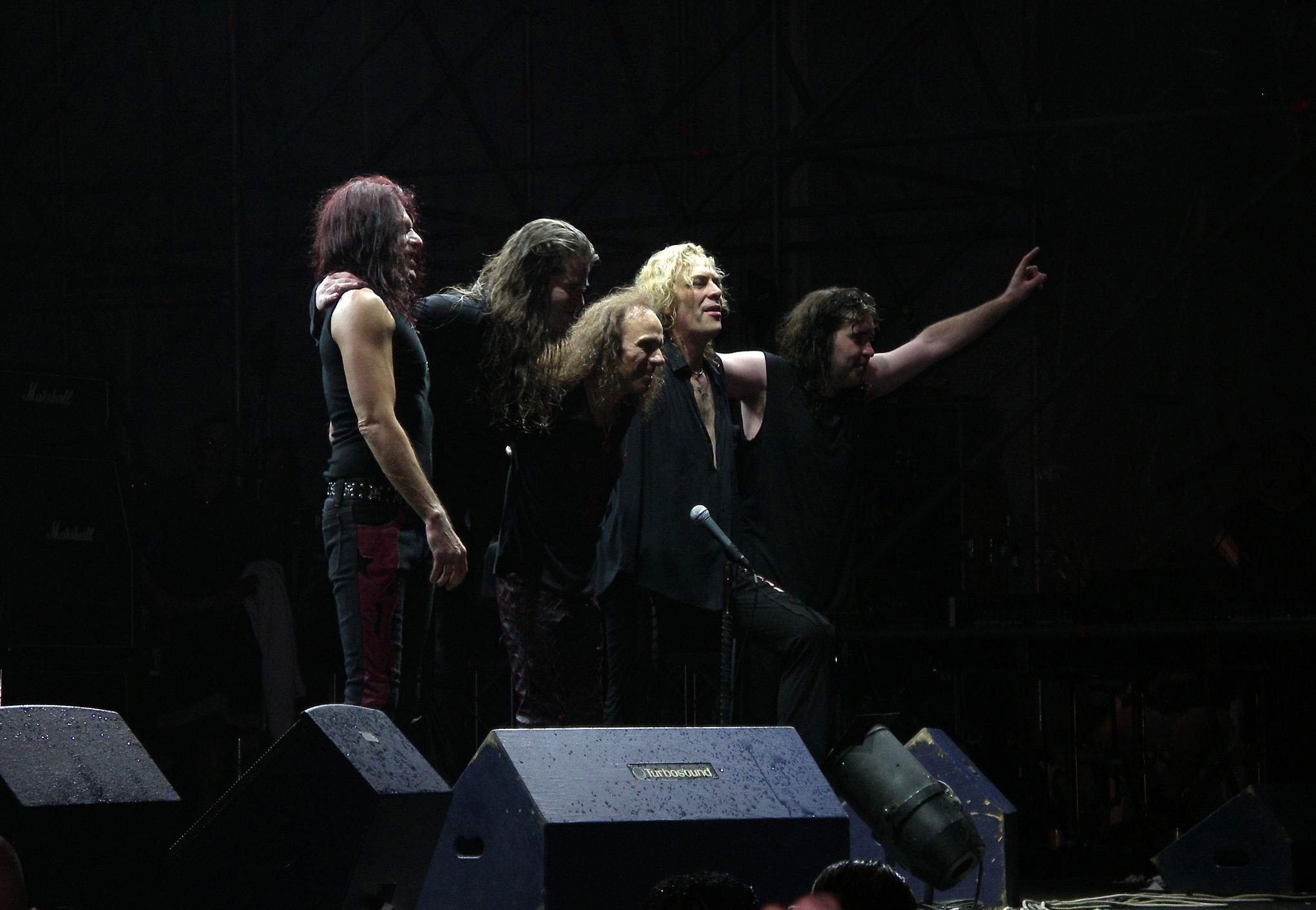
De izquierda a derecha: Rudy Sarzo, Craig Goldy, Ronnie James Dio, Scott Warren y Simon Wright, de la banda Dio.

Después de la edición del disco en directo, RJ Dio abandonó Black Sabbath (regresaría de modo fugaz en 1992 a grabar Dehumanizer), para fundar su propio grupo llamado Dio. Dio debutó en 1983 con Holy Diver, el cual consiguió ser disco de oro en 1989, con éxitos como Stand Up and Shout, Rainbow in the Dark, Don't Talk to Strangers y Holy Diver. En la portada se veía a un demonio lanzando a un clérigo encadenado al mar.
Dio siguió sacando grandes discos de hard rock y heavy metal durante los ochenta: The Last in Line (1984), Sacred Heart (1985), Intermission (1986) y Dream Evil (1987). Y en los noventa: Lock up the Wolves (1990), Strange Highways (1994), Angry Machines (1996) y el directo Inferno - Last in Live (1998).
Sus últimos discos de estudio fueron el conceptual Magica (2000), Killing the Dragon (2002) y Master of the Moon (2004). Durante su última gira grabó el directo Holy Diver Live (2006).

### Etapa final
Dio, ya sexagenario, continuó grabando discos; realizó giras y conciertos. Volvió a reunirse con los miembros de Black Sabbath en Heaven and Hell con los que realizaron una gira mundial durante 2007-2009 en la que pasaron por Europa, Asia, Estados Unidos, México y Sudamérica.
En 2006 tuvo una participación en la película Tenacious D: The Pick of Destiny, protagonizada por Jack Black y Kyle Gass, componentes del grupo Tenacious D.
En abril de 2009 salió el nuevo disco de la formación de Heaven and Hell, llamado The Devil You Know. El álbum contó con diez canciones nuevas y fue motivo de una gira mundial. El primer sencillo de dicho álbum fue la canción Bible Black.

### Cáncer y muerte
El 25 de noviembre de 2009, Wendy Dio, esposa y mánager, anunció que le habían diagnosticado a Ronnie cáncer de estómago:

Ronnie ha sido diagnosticado con las primeras etapas de cáncer de estómago. Estamos comenzando inmediatamente el tratamiento en la Clínica Mayo. Después de que mate a este dragón (en alusión a su tema Killing the Dragon), Ronnie estará de regreso en el escenario, donde él pertenece, haciendo lo que más le gusta: actuar para sus fans. Larga vida al rock and roll, larga vida a Ronnie James Dio. Gracias a todos los amigos y fans de todo el mundo que han enviado buenos deseos. Esto realmente le ha ayudado a mantener su espíritu hacia arriba.

El 14 de marzo de 2010, Wendy publicó una actualización en línea de su condición:

Ha sido la séptima quimioterapia de Ronnie, otra TAC y otra endoscopía, y los resultados son buenos, el tumor principal se ha reducido considerablemente y nuestras visitas a Houston (a una clínica de cáncer en Texas) son ahora cada tres semanas en vez de cada dos semanas.

El 4 de mayo de 2010, los demás integrantes de Heaven & Hell anunciaron que estaban cancelando todas las fechas de conciertos programados para el verano como consecuencia del delicado estado de salud de Dio.
El 14 de mayo Dio fue hospitalizado debido a que el dolor le resultaba insoportable. Al día siguiente, según escribió el bajista Geezer Butler en su página oficial, no había duda de que el final era inminente. Había entre 25 y 30 de los amigos más cercanos de Dio esperando fuera de su habitación para darle su último adiós. Más tarde, esa noche casi todos se fueron, dando privacidad a Wendy para decirle su último adiós.
La muerte llegó el 16 de mayo de 2010. Wendy dejó un mensaje en el sitio web de Dio:

Hoy mi corazón está roto. Ronnie falleció el 16 de mayo a las 7:45 a. m. Muchos amigos y familiares pudieron darle su adiós en privado antes de que nos abandonara pacíficamente. Ronnie sabía lo mucho que todos le queríamos, por ello valoramos el amor y apoyo que nos han dado. Por favor, necesitamos unos días para asimilar esta terrible pérdida. Saben que el los quería a todos y que su música vivirá siempre.
- Wendy Dio.

Al día siguiente, Tony Iommi, el guitarrista y compañero de Dio en Heaven and Hell, escribió en su web:

El hombre con la voz mágica es una estrella entre las estrellas, un verdadero profesional. Te echaré muchísimo de menos mi querido amigo. DEP.
- Tony.

Su muerte cayó como un balde de agua fría en el heavy metal; los días siguientes se desató en Internet una avalancha de mensajes de condolencias de los fanáticos a través de las redes. Muchos artistas de la escena metalera mundial lamentaron la muerte de Dio. Lars Ulrich, baterista de Metallica, le escribió una carta en la que confesaba cuán importante y decisiva resultó en su carrera musical la influencia de Dio: «Ronnie, tu voz me impactó y me dio fuerzas, tu música me inspiró y me influenció, y tu amabilidad me tocó y me conmovió. Gracias».
Su excompañero y amigo Blackmore declaró 

"Ronnie tenía una voz única y maravillosa. Te echaremos de menos en el mundo del rock and roll".
Ritchie.

Iron Maiden se pronunció en su web: «El mundo ha perdido a un talento irreemplazable y, en primer lugar, a uno de los mejores seres humanos que desearías conocer». Además, durante varios shows de la gira The Final Frontier que la banda inició ese año, el vocalista Bruce Dickinson dedicó a Dio la canción Blood Brothers ("Hermanos de sangre").
Andi Deris junto a Helloween compusieron la canción Long Live the King en homenaje a Dio cuando estaba enfermo.
Kiss, Slash, Scorpions, Joey DeMaio, Simone Simons, Sebastian Bach, Brian May y el mismísimo Ozzy Osbourne, quien años atrás lo amenazó de muerte, se lamentó por el fallecimiento de quien en sus palabras fue un "revolucionario del rock".
El 30 de mayo de 2010 se realizó un homenaje público, con convocatoria de gente de todo el mundo, tanto fanáticos como músicos. El funeral fue conducido por Eddie Trunk, de That Metal Show. Las celebridades que asistieron cantaron canciones de Dio.
Hubo venta de chaquetas en pos de recaudar fondos para la fundación de Dio contra el cáncer, llamada The Ronnie James Dio Stand Up and Shout Cancer Fund.

## Legado e influencia

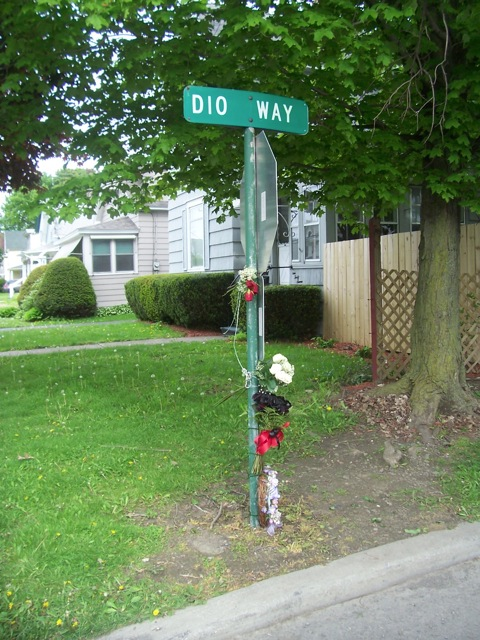
Dio Way en Cortland, Nueva York.

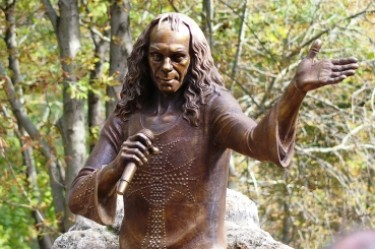
Monumento a Dio en Kavarna, Bulgaria.

Dio fue una de las más grandes e importantes figuras del heavy metal de todos los tiempos, su importancia para el género no solo se limitó en haber popularizado el símbolo universal de la mano cornuta (introducido por primera vez por Jinx Dawson en 1969) en la música rock, sino por su destacada trayectoria como artista musical durante toda su vida profesional, comenzando con sus humildes pasos en el R&B durante los años 50 y 60 con su banda The Vegas Kings en 1957, el cual atravesaría por varios cambios de nombre hasta ser conocidos como Ronnie Dio & the Prophets. Iría evolucionando y endureciendo su estilo musical hasta formar, junto al guitarrista Ritchie Blackmore, a los míticos Rainbow, convirtiéndose en una influencia esencial para el nacimiento del metal neoclásico gracias al virtuosismo de Blackmore, y el power metal gracias a la técnica vocal y las líricas compuestas por Dio.
Si bien cuando entró a formar parte de Black Sabbath la banda ya tenía una reputación sólida, su llegada renovó por completo el estilo de la banda, no solo por su distinguible voz sino por el contenido de las canciones que compuso con la agrupación, dejando a un lado en gran medida las líricas relacionadas con el abuso de drogas para centrarse en un sentido épico, heredado de sus años con Rainbow y que más adelante implementó en su propia agrupación.
Dio se convirtió en una fuente de inspiración para un sinnúmero de bandas y artistas a partir de entonces y entre los músicos que han reconocido su influenciado y expresado su admiración se encuentran Megadeth, Metallica, Motörhead, Judas Priest, Anthrax, Saxon, Doro, Killswitch Engage, Scorpions, Yngwie Malmsteen, Slayer, entre muchos otros más. Entre los reconocimientos y homenajes rendidos a su persona se encuentran álbumes tributo como Ronnie James Dio This Is Your Life y Holy Dio: Tribute to Ronnie James Dio. También existe una calle dedicada a él llamada Dio Way en Cortland, Nueva York, y una estatua ubicada en Kavarna, Bulgaria, inaugurada en 2010 por el alcalde de la ciudad Tsonko Tsonev, un gran admirador suyo.
Su música e imagen ha aparecido en distintos medios de la cultura popular, destacándose las películas Tenacious D in The Pick of Destiny, Wayne's World, Iron Eagle y su parodia en el episodio "Hooked on Monkey Fonics", de la serie animada South Park.
El nombre de la banda Dio, y por ende el nombre de Ronnie James Dio, sirvieron de inspiración para que Dio Brando, villano principal de Jojo's Bizarre Adventure, comenzase a ser llamado DIO desde el arco Stardust Crusaders.
Luego de su muerte, varios exmiembros de su banda y amigos cercanos a él decidieron crear la agrupación Dio Disciples en 2011, actuando y tocando temas suyos e integrada por el guitarrista Craig Goldy, el bajista Bjorn Englen, el teclista Scott Warren, el baterista Simon Wright y los vocalistas Tim Owens y Oni Logan.
En 2014 Axl Rose, vocalista de Guns N' Roses, recibió el premio especial “Ronnie James Dio” de los premios Golden Gods Awards el 23 de abril de 2014. El premio, organizado por la revista Revolver y dedicado al hard rock y al metal, se entregó en el teatro Nokia de Los Ángeles (California).

## Discografía

### Álbumes oficiales
Elf
- 1972: Elf
- 1974: Carolina County Ball
- 1975: Trying to Burn the Sun

Rainbow
- 1975: Ritchie Blackmore's Rainbow
- 1976: Rising
- 1977: On Stage
- 1978: Long Live Rock 'n' Roll
- 1990: Live in Germany 1976

Black Sabbath
- 1980: Heaven and Hell
- 1981: Mob Rules
- 1982: Live Evil
- 1992: Dehumanizer
- 2007: Live at Hammersmith Odeon

Dio
- 1983: Holy Diver
- 1984: The Last in Line
- 1985: Sacred Heart
- 1986: Intermission
- 1987: Dream Evil
- 1990: Lock up the Wolves
- 1993: Strange Highways
- 1996: Angry Machines
- 1998: Inferno - Last in Live
- 2000: Magica
- 2002: Killing the Dragon
- 2004: Master of the Moon
- 2005: Evil or Divine - Live In New York City
- 2006: Holy Diver Live
- 2010: Dio at Donington UK: Live 1983 & 1987

Heaven and Hell
- 2007: Live from Radio City Music Hall
- 2009: The Devil You Know
- 2010: Neon Nights: 30 Years of Heaven & Hell